# Edward Downes (musicologo)
Edward Downes (Boston, 12 agosto 1911 – 26 dicembre 2001) è stato un musicologo statunitense.
Figlio del critico musicale Edwin, ha studiato alla Columbia University, quindi a Parigi e a Monaco di Baviera.
È stato curatore dei programmi della New York Philharmonic e della radio del Metropolitan.
È stato critico musicale per varie riviste.